# Харківці (Лубенський район)
Харкі́вці — село в Україні, у Пирятинській міській громаді Лубенського району Полтавської області. Населення становить 664 осіб. До 2020 року орган місцевого самоврядування — Харківецька сільська рада.

## Географія
Село Харківці розташоване за 3 км від лівого берега річки Удай, вище за течією на відстані 4 км розташоване село Каплинці, нижче за течією на відстані 3 км розташоване село Високе, на протилежному березі (6 км) — місто Пирятин.

## Історія
Станом на 1885 рік у колишньому державному та власницькому селі, центрі Харківецької волості Пирятинського повіту Полтавської губернії, мешкало 2194 особи, налічувалось 370 дворових господарств, існували православна церква, школа, 2 постоялі будинки, 42 вітряні млини та 7 олійних заводів.
За переписом 1897 року кількість мешканців зросла до 2813 осіб (1411 чоловічої статі та 1402 — жіночої), з яких 2797 — православної віри.
Впродовж 1923—1928 років село було адміністративним центром окремого Харківецького району Прилуцької округи.
12 червня 2020 року, відповідно до розпорядження Кабінету Міністрів України № 721-р «Про визначення адміністративних центрів та затвердження територій територіальних громад Полтавської області», село увійшло до складу Пирятинської міської громади.
19 липня 2020 року, в результаті адміністративно - територіальної реформи та ліквідації Питятинського району, село увійшло до складу новоутвореного Лубенського району.

## Економіка
- ПП «Удача».
- ПП «Лукулл».

## Населення
Згідно з переписом УРСР 1989 року чисельність наявного населення села становила 942 особи, з яких 405 чоловіків та 537 жінок.
За переписом населення України 2001 року в селі мешкала 651 особа.

### Мова
Розподіл населення за рідною мовою за даними перепису 2001 року:
| Мова       | Відсоток |
| ---------- | -------- |
| українська | 97,44 %  |
| російська  | 2,11 %   |
| білоруська | 0,15 %   |
| інші       | 0,30 %   |

## Особистості

### Народились
- Матвєєва Леся Василівна — український історик.
- Мусієнко Єфросинія Артемівна — новатор сільськогосподарського виробництва, бригадир тракторної бригади Пирятинської МТС та колгоспу імені Свердлова Пирятинського району Полтавської області. Депутат Верховної Ради УРСР 4—5-го скликань.
- Павелко Віктор Гаврилович — український політик, один із лідерів військового руху в УНР, соратник Миколи Міхновського.
- Сенчило Микола Єлисейович — український письменник.
- Шахрай Василь Матвійович — член РСДРП (від 1913 р.), член Центрального виконавчого комітету рад України (1917—1918), провідний теоретик українського націонал-комунізму, автор ідеї Української комуністичної партії. Один із засновників червоного козацтва (формування отримало назву на противагу українському «Вільному козацтву» збройних сил Української Народної Республіки Рад (УНРР, УСРР) зі столицею в Харкові.

У Харківецькій середній школі у 1950-х роках навчався український поет-лірик Іван Переломов.